# Fiú 200 méteres pillangóúszás a 2010. évi nyári ifjúsági olimpiai játékokon
A 2010. évi nyári ifjúsági olimpiai játékokon az úszás fiú 200 méteres pillangóúszás versenyszámát augusztus 20-án rendezték meg a Singapore Sports Schoolban.

## Előfutamok

### 1. Futam
| H  | P | Név                    | Nemzet       | Idő     | Mj |
| -- | - | ---------------------- | ------------ | ------- | -- |
| 1. | 4 | Biczó Bence            | Magyarország | 1:58.63 | Q  |
| 2. | 5 | Gyucheol Chang         | Dél-Korea    | 2:02.50 | Q  |
| 3. | 3 | Thomas Jobin           | Kanada       | 2:04.72 |    |
| 4. | 2 | Joel Romeu             | Uruguay      | 2:06.02 |    |
| 5. | 6 | Melvin Herrmann        | Németország  | 2:06.83 |    |
| 6. | 1 | Homayoun Haghighijadid | Irán         | 2:09.45 |    |
| 7. | 7 | Arnoscy Siahaan        | Indonézia    | 2:09.46 |    |

### 2. Futam
| H  | P | Név              | Nemzet                  | Idő     | Mj  |
| -- | - | ---------------- | ----------------------- | ------- | --- |
| 1. | 3 | Jordan Coelho    | Franciaország           | 2:00.37 | Q   |
| 2. | 4 | Chad le Clos     | Dél-afrikai Köztársaság | 2:02.07 | Q   |
| 3. | 5 | Szana Zsombor    | Magyarország            | 2:02.51 | Q   |
| 4. | 6 | Ilya Lemaev      | Oroszország             | 2:04.16 |     |
| 5. | 2 | Jessie Lacuna    | Fülöp-szigetek          | 2:06.38 |     |
| 6. | 1 | Zlatko Alić      | Bosznia-Hercegovina     | 2:08.71 |     |
|    | 7 | Alessio Torlai   | Olaszország             |         | DNS |
|    | 8 | Benjamin Gabbard | Amerikai Szamoa         |         | DNS |

### 3. Futam
| H  | P | Név                 | Nemzet           | Idő     | Mj |
| -- | - | ------------------- | ---------------- | ------- | -- |
| 1. | 4 | Marcin Cieslak      | Lengyelország    | 2:01.69 | Q  |
| 2. | 3 | Kyle McIntee        | Kanada           | 2:01.93 | Q  |
| 3. | 2 | Velimir Stjepanović | Szerbia          | 2:02.04 | Q  |
| 4. | 7 | Jakub Maly          | Ausztria         | 2:04.16 |    |
| 5. | 6 | Jun Isaji           | Japán            | 2:04.13 |    |
| 6. | 1 | Erich Peske         | Egyesült Államok | 2:05.09 |    |
| 7. | 5 | Yoo Kyusang         | Dél-Korea        | 2:08.28 |    |
| 8. | 8 | Sofyan Elgadi       | Líbia            | 2:21.66 |    |

## Döntő
| H     | P | Név                 | Nemzet                  | Idő     | Mj |
| ----- | - | ------------------- | ----------------------- | ------- | -- |
| Arany | 4 | Biczó Bence         | Magyarország            | 1:55.89 |    |
| Ezüst | 7 | Chad le Clos        | Dél-afrikai Köztársaság | 1:56.85 |    |
| Bronz | 3 | Marcin Cieslak      | Lengyelország           | 1:57.68 |    |
| 4.    | 5 | Jordan Coelho       | Franciaország           | 1:59.18 |    |
| 5.    | 1 | Gyucheol Chang      | Dél-Korea               | 1:59.35 |    |
| 6.    | 6 | Kyle McIntee        | Kanada                  | 2:01.20 |    |
| 7.    | 8 | Szana Zsombor       | Magyarország            | 2:01.52 |    |
| 8.    | 2 | Velimir Stjepanović | Szerbia                 | 2:03.27 |    |

## Fordítás
Ez a szócikk részben vagy egészben  a   Swimming at the 2010 Summer Youth Olympics – Boys' 200 metre butterfly című angol Wikipédia-szócikk fordításán alapul.  Az eredeti cikk szerkesztőit annak laptörténete sorolja fel. Ez a jelzés csupán a megfogalmazás eredetét és a szerzői jogokat jelzi, nem szolgál a cikkben szereplő információk forrásmegjelöléseként.